# Magnificat

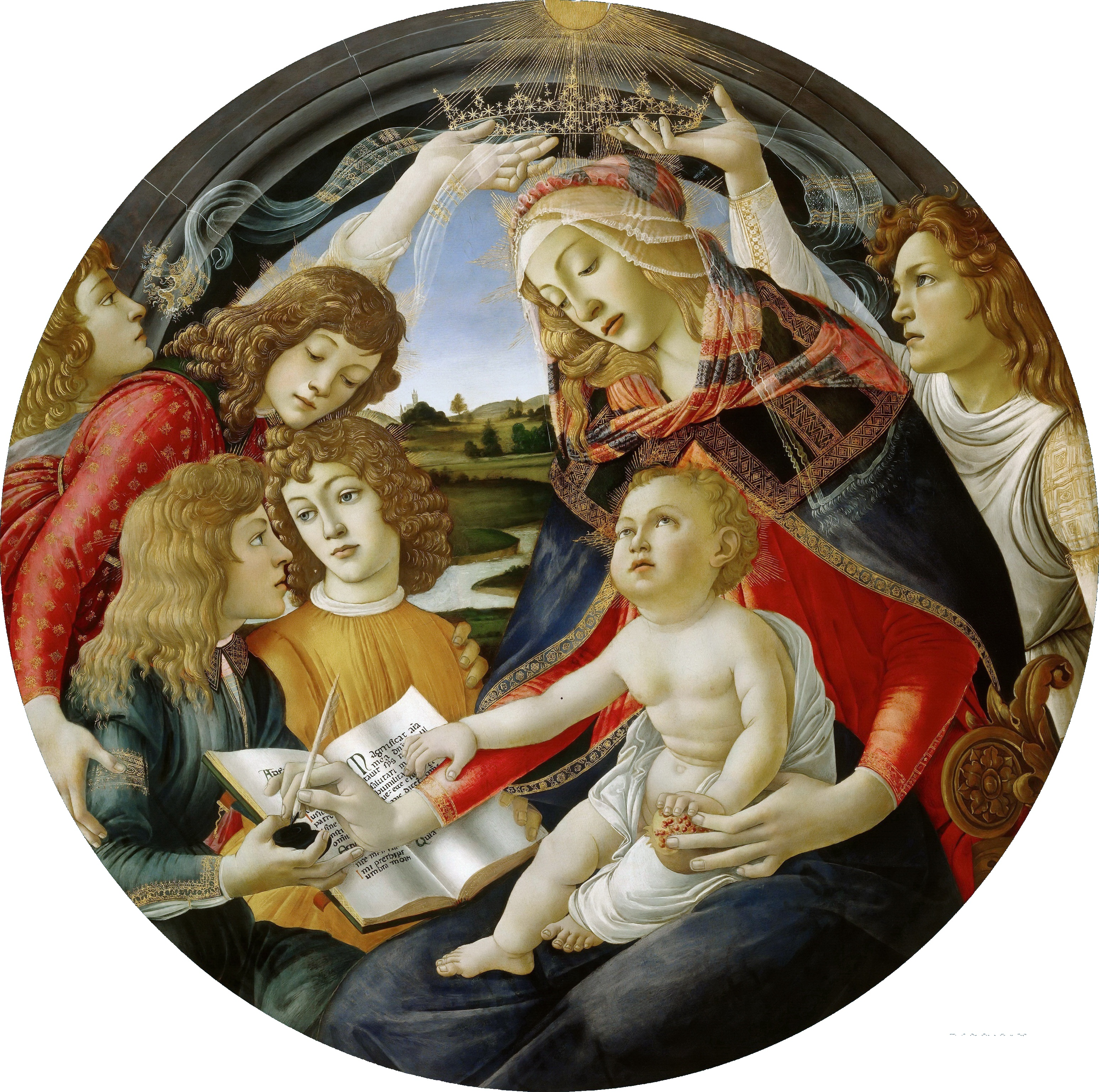
Madona do Magnificat (1485) por Sandro Botticelli

Magnificat (também conhecida como Canção de Maria ou Canto de Maria) é um cântico entoado (ou recitado) frequentemente na liturgia dos serviços eclesiásticos cristãos. O texto do cântico vem diretamente do Evangelho segundo Lucas (Lucas 1:46–55), onde é recitado pela Virgem Maria por ocasião da Visitação a sua prima Isabel. Na narrativa, após Maria saudar Isabel, que está grávida de João Batista, a criança se mexe dentro do útero de Isabel. Quando esta louva Maria por sua fé, Maria entoa o Magnificat como resposta.
O cântico ecoa diversas passagens do Antigo Testamento, mas a alusão mais notável se relaciona à Canção de Ana, dos Livros de Samuel. Juntamente com o Benedictus e o Nunc dimittis, e diversos outros cânticos do Antigo Testamento, o Magnificat foi incluído no Livro de Odes, uma antiga coletânea litúrgica encontrada em alguns manuscritos da Septuaginta.
No cristianismo, o Magnificat é recitado com mais frequência na Liturgia das Horas. No cristianismo ocidental, o Magnificat é mais cantado ou recitado durante o principal serviço vespertino: as Vésperas, no catolicismo romano, e a Oração Vespertina (Evening Prayer ou Evensong, em inglês), no anglicanismo. No cristianismo oriental, o Magnificat costuma ser entoado durante as Matinas de domingo. Em certos grupos protestantes, o Magnificat pode ser cantado durante os serviços de culto.

## Texto original em grego
| “ | Μεγαλύνει ἡ ψυχή μου τὸν Κύριον καὶ ἠγαλλίασε τὸ πνεῦμά μου ἐπὶ τῷ Θεῷ τῷ σωτῆρί μου, ὅτι ἐπέβλεψεν ἐπὶ τὴν ταπείνωσιν τῆς δούλης αὐτοῦ. ἰδοὺ γὰρ ἀπὸ τοῦ νῦν μακαριοῦσί με πᾶσαι αἱ γενεαί. ὅτι ἐποίησέ μοι μεγαλεῖα ὁ δυνατός καὶ ἅγιον τὸ ὄνομα αὐτοῦ, καὶ τὸ ἔλεος αὐτοῦ εἰς γενεὰς γενεῶν τοῖς φοβουμένοις αὐτόν. Ἐποίησε κράτος ἐν βραχίονι αὐτοῦ, διεσκόρπισεν ὑπερηφάνους διανοίᾳ καρδίας αὐτῶν· καθεῖλε δυνάστας ἀπὸ θρόνων καὶ ὕψωσε ταπεινούς, πεινῶντας ἐνέπλησεν ἀγαθῶν καὶ πλουτοῦντας ἐξαπέστειλε κενούς. ἀντελάβετο Ἰσραὴλ παιδὸς αὐτοῦ, μνησθῆναι ἐλέους, καθὼς ἐλάλησε πρὸς τοὺς πατέρας ἡμῶν, τῷ Ἀβραὰμ καὶ τῷ σπέρματι αὐτοῦ εἰς τὸν αἰῶνα. | ” |

## Texto original em latim[2]
| “ | Magnificat anima mea Dominum: et exsultavit spiritus meus in Deo salutari meo. Quia respexit humilitatem ancillæ suæ: ecce enim ex hoc beatam me dicent omnes generationes, quia fecit mihi magna qui potens est: et sanctum nomen ejus, et misericordia ejus a progenie in progenies timentibus eum. Fecit potentiam in brachio suo: dispersit superbos mente cordis sui. Deposuit potentes de sede, et exaltavit humiles. Esurientes implevit bonis: et divites dimisit inanes. Suscepit Israël puerum suum, recordatus misericordiæ suæ: sicut locutus est ad patres nostros, Abraham et semini ejus in sæcula. | ” |

## Tradução para português
| “ | A minh'alma engrandece o Senhor e o meu espírito se alegrou em Deus meu Salvador Pois Ele me contemplou na humildade da sua serva Pois desde agora e para sempre me considerarão bem-aventurada Pois o Poderoso me fez grandes coisas Santo é Seu nome! A Sua misericórdia se estende a toda a geração daqueles que o temem Com o Seu braço agiu mui valorosamente Dispersou os que no coração tem pensamentos soberbos Derrubou dos seus tronos os poderosos Exaltou os humildes, encheu de bens os famintos despediu vazios os ricos Amparou a Israel Seu servo para lembrar-se da Sua misericórdia A favor de Abraão e sua descendência Como havia falado a nossos pais. Glória ao Pai e ao Filho e ao Espírito Santo, Como era no princípio, agora e sempre. Amém. | ” |

## Magnificatna Música
O Magnificat inspirou uma quantidade imensa de compositores, ao longo dos séculos. Existem mais de 600 grandes obras catalogadas.
Somente Giovanni Pierluigi da Palestrina compôs 35 versões do Magnificat.. E Orlande de Lassus, em variações, compôs 110.